# Guanaceví
Guanaceví es una localidad mexicana situada en el noroeste del estado de Durango. La población de dicha localidad es de aproximadamente de 10100 habitantes. Las actividades económicas principales de Guanaceví son la agricultura y la minería.
La minería es la actividad que en la actualidad le da sustento a la localidad, debido a la inversión que se recibe por parte de inversores canadienses.
Otra actividad de gran relevancia es la forestal, al contar la localidad con miles de hectáreas de pino, las cuales se extraen y se trasladan a otros lugares para su manufactura.

## Clima
El clima de Guanaceví es subtropical húmedo de montaña, con un régimen de lluvias de verano.
La temperatura promedio anual del poblado es de 15.3 °C, con una oscilación térmica de 12.6 °C entre el mes más frío y el más cálido: la media de enero es de 8.5 °C y la de junio es de 21.1 °C.
Durante el estío, las temperaturas se mantienen cálidas durante el día y frescas durante la noche; fluctúan entre 28 °C y 12 °C.
Las lluvias ocurren mayormente entre julio y septiembre con un promedio de 110-180 mm mensuales.
Durante el invierno, las temperaturas son frescas durante el día y muy frías en las noches, con temperaturas entre los 18 °C y 1 °C. Debido a lo seco que es el invierno, las lluvias son escasas, mientras que las nevadas son raras.
| Parámetros climáticos promedio de Guanaceví (2.099 m s. n. m.) - Normales y extremas: 1951-2010 | Parámetros climáticos promedio de Guanaceví (2.099 m s. n. m.) - Normales y extremas: 1951-2010 | Parámetros climáticos promedio de Guanaceví (2.099 m s. n. m.) - Normales y extremas: 1951-2010 | Parámetros climáticos promedio de Guanaceví (2.099 m s. n. m.) - Normales y extremas: 1951-2010 | Parámetros climáticos promedio de Guanaceví (2.099 m s. n. m.) - Normales y extremas: 1951-2010 | Parámetros climáticos promedio de Guanaceví (2.099 m s. n. m.) - Normales y extremas: 1951-2010 | Parámetros climáticos promedio de Guanaceví (2.099 m s. n. m.) - Normales y extremas: 1951-2010 | Parámetros climáticos promedio de Guanaceví (2.099 m s. n. m.) - Normales y extremas: 1951-2010 | Parámetros climáticos promedio de Guanaceví (2.099 m s. n. m.) - Normales y extremas: 1951-2010 | Parámetros climáticos promedio de Guanaceví (2.099 m s. n. m.) - Normales y extremas: 1951-2010 | Parámetros climáticos promedio de Guanaceví (2.099 m s. n. m.) - Normales y extremas: 1951-2010 | Parámetros climáticos promedio de Guanaceví (2.099 m s. n. m.) - Normales y extremas: 1951-2010 | Parámetros climáticos promedio de Guanaceví (2.099 m s. n. m.) - Normales y extremas: 1951-2010 | Parámetros climáticos promedio de Guanaceví (2.099 m s. n. m.) - Normales y extremas: 1951-2010 |
| Mes                                                                                             | Ene.                                                                                            | Feb.                                                                                            | Mar.                                                                                            | Abr.                                                                                            | May.                                                                                            | Jun.                                                                                            | Jul.                                                                                            | Ago.                                                                                            | Sep.                                                                                            | Oct.                                                                                            | Nov.                                                                                            | Dic.                                                                                            | Anual                                                                                           |
| ----------------------------------------------------------------------------------------------- | ----------------------------------------------------------------------------------------------- | ----------------------------------------------------------------------------------------------- | ----------------------------------------------------------------------------------------------- | ----------------------------------------------------------------------------------------------- | ----------------------------------------------------------------------------------------------- | ----------------------------------------------------------------------------------------------- | ----------------------------------------------------------------------------------------------- | ----------------------------------------------------------------------------------------------- | ----------------------------------------------------------------------------------------------- | ----------------------------------------------------------------------------------------------- | ----------------------------------------------------------------------------------------------- | ----------------------------------------------------------------------------------------------- | ----------------------------------------------------------------------------------------------- |
| Temp. máx. abs. (°C)                                                                            | 28.0                                                                                            | 30.0                                                                                            | 32.0                                                                                            | 35.0                                                                                            | 39.0                                                                                            | 39.0                                                                                            | 37.0                                                                                            | 38.0                                                                                            | 33.5                                                                                            | 31.0                                                                                            | 28.0                                                                                            | 29.0                                                                                            | 39.0                                                                                            |
| Temp. máx. media (°C)                                                                           | 17.3                                                                                            | 19.4                                                                                            | 22.6                                                                                            | 25.6                                                                                            | 28.6                                                                                            | 29.9                                                                                            | 27.2                                                                                            | 26.7                                                                                            | 25.2                                                                                            | 23.7                                                                                            | 21.6                                                                                            | 17.5                                                                                            | 23.8                                                                                            |
| Temp. media (°C)                                                                                | 8.5                                                                                             | 10.5                                                                                            | 13.3                                                                                            | 16.1                                                                                            | 19.1                                                                                            | 21.1                                                                                            | 19.9                                                                                            | 19.4                                                                                            | 18.0                                                                                            | 15.4                                                                                            | 12.6                                                                                            | 9.1                                                                                             | 15.3                                                                                            |
| Temp. mín. media (°C)                                                                           | −0.3                                                                                            | 1.6                                                                                             | 3.9                                                                                             | 6.8                                                                                             | 9.5                                                                                             | 12.3                                                                                            | 12.6                                                                                            | 12.0                                                                                            | 10.7                                                                                            | 7.2                                                                                             | 3.7                                                                                             | 0.7                                                                                             | 6.7                                                                                             |
| Temp. mín. abs. (°C)                                                                            | −12.0                                                                                           | −9.0                                                                                            | −7.5                                                                                            | 0.0                                                                                             | 1.0                                                                                             | 3.5                                                                                             | 5.0                                                                                             | 2.0                                                                                             | 3.0                                                                                             | −3.0                                                                                            | −6.0                                                                                            | −10.0                                                                                           | −12.0                                                                                           |
| Precipitación total (mm)                                                                        | 19.0                                                                                            | 7.4                                                                                             | 7.7                                                                                             | 3.8                                                                                             | 10.7                                                                                            | 71.1                                                                                            | 177.6                                                                                           | 144.6                                                                                           | 114.8                                                                                           | 34.9                                                                                            | 14.2                                                                                            | 22.4                                                                                            | 628.2                                                                                           |
| Días de lluvias (≥ 1 mm)                                                                        | 2.4                                                                                             | 1.5                                                                                             | 1.0                                                                                             | 0.9                                                                                             | 2.2                                                                                             | 8.4                                                                                             | 18.4                                                                                            | 16.1                                                                                            | 11.6                                                                                            | 4.3                                                                                             | 1.7                                                                                             | 2.8                                                                                             | 71.3                                                                                            |
| Fuente: Servicio Meteorológico Nacional                                                         |                                                                                                 |                                                                                                 |                                                                                                 |                                                                                                 |                                                                                                 |                                                                                                 |                                                                                                 |                                                                                                 |                                                                                                 |                                                                                                 |                                                                                                 |                                                                                                 |                                                                                                 |